# Nationale 1 2020-2021 (hockey su pista)
Il Nationale 1 2020-2021 è stata la 105ª edizione del torneo di primo livello del campionato francese di hockey su pista. La competizione, che aveva avuto inizio il 26 settembre 2020, fu sospesa dopo la terza giornata a causa della pandemia di COVID-19; il titolo non fu aggiudicato.

## Stagione

### Formula
Il Nationale 1 2020-2021 vide ai nastri di partenza dodici club; la manifestazione fu organizzata con un girone all'italiana, con gare di andata e ritorno per un totale di 22 giornate: erano assegnati tre punti per l'incontro vinto, un punto a testa per l'incontro pareggiato e zero la sconfitta. Al termine del campionato la squadra prima classificata venne proclamata campione di Francia. Le squadre classificate all'undicesimo e al dodicesimo posto retrocedettero direttamente in Nationale 2, il secondo livello del campionato.

## Classifica finale
|       | Pos. | Squadra         | Pt | G | V | N | P | GF | GS | DR  |
| ----- | ---- | --------------- | -- | - | - | - | - | -- | -- | --- |
|       | 1.   | La Vendéenne    | 9  | 3 | 3 | 0 | 0 | 22 | 8  | +14 |
|       | 2.   | Poiré Roller    | 7  | 3 | 2 | 1 | 0 | 14 | 8  | +6  |
|       | 3.   | SCRA Saint-Omer | 6  | 3 | 2 | 0 | 1 | 22 | 8  | +14 |
|       | 4.   | Quévert         | 6  | 2 | 2 | 0 | 0 | 17 | 5  | +12 |
|       | 5.   | Noisy-le-Grand  | 6  | 2 | 2 | 0 | 0 | 12 | 7  | +5  |
|       | 6.   | Ploufragan      | 4  | 3 | 1 | 1 | 1 | 9  | 9  | 0   |
| [ 1 ] | 7.   | Coutras         | 3  | 2 | 1 | 0 | 1 | 7  | 9  | -2  |
|       | 8.   | Ergué-Gabéric   | 3  | 3 | 1 | 0 | 2 | 8  | 21 | -13 |
|       | 9.   | Mérignac        | 1  | 2 | 0 | 1 | 1 | 6  | 8  | -2  |
|       | 10.  | Nantes          | 1  | 4 | 0 | 1 | 3 | 12 | 28 | -16 |
|       | 11.  | Lione           | 0  | 2 | 0 | 0 | 2 | 7  | 13 | -6  |
|       | 12.  | Saint-Brieuc    | 0  | 3 | 0 | 0 | 3 | 7  | 19 | -12 |

Legenda:
      Campione di Francia e ammessa all'Eurolega 2021-2022.
      Ammesse all'Eurolega 2021-2022.
      Ammesse alla Coppa WSE 2021-2022.
      Retrocesse in Nationale 2 2021-2022.
Note:
Tre punti a vittoria, uno a pareggio, zero a sconfitta.